# Ben Gurley
Ben Gurley (født 23. december 1926, død 7. november 1963) var en amerikansk ingeniør og pioner inden for design af transistor-baserede computere. 
Gurley var fra midten af 1950'erne ansat ved MIT Lincoln Lab, hvor han deltog i konstruktion af en række tidlige computere. Gurley designede og byggede display-system til TX-0 og TX-2, som var blandt de første computere der havde noget der kan sammenlignes med en moderne computer-skærm og gav mulighed for interaktiv grafik. Da Ken Olson forlod Lincoln lab i 1957 overtog Gurley opgaven med at opbygge TX-2.
Gurley forlod Lincoln Lab i 1959 og blev én af de første ansatte hos DEC, som Gurleys tidligere kolleger Ken Olson og Harland Anderson havde startet i 1957.
Gurley var ansvarlig for design af DECs første computer, PDP-1. Gurley brugte inspiration fra især TX-0 til sit design for PDP-1, men PDP-1 udnyttede i endnu højere grad end tidligere design mulighederne i transistorer. Gurley designede PDP-1 på kun 3½ måned, og den første PDP-1 leveredes i starten af 1960. Gurleys oprindelige opgave havde været ar opbygge PDP-1 ud fra eksisterende moduler, men reelt designede Gurley stort set alle dele af PDP-1 fra grunden. PDP-1 var i endnu højere grad end TX-0 og TX-2 bygget med grafik og interaktivt brug for øje. De display-kredsløb Gurley designede til PDP-1 forblev i brug hos DEC frem til 1970'erne.
Gurley var leder af design af computere hos DEC frem til 1962. Gurley forlod DEC i 1962 for at blive vice president i Ed Fredkins konsulentfirma Information International. Året efter blev Gurley myrdet af en mentalt forstyrret tidligere ansat ved DEC.